# مردخای سگو
مردخای (موتی) سِگِوْ (به عبری: מרדכי 'מוטי' שגב) یک فیزیک‌پیشه اهل اسرائیل است که در موسسه تخنیون در حیفا مشغول پژوهش در حوزه‌ی نور کوانتومی، نور غیرخطی و فوتونیک است.
سگو مدارک کارشناسی و دکترای خود را به ترتیب در سال‌های ۱۹۸۵ و ۱۹۹۰ از دانشگاه تخنیون اخذ کرد و سپس به عنوان پژوهشگر پسادکتری به کلتک رفت. وی در سال ۱۹۹۴ استادیار، در سال ۱۹۹۷ دانشیار و در سال ۱۹۹۹ استاد دانشگاه پرینستون در نیوجرسی شد. از سال ۱۹۹۸ به دانشگاه تخنیون نیز بازگشت و هم‌اکنون در آنجا استاد فیزیک است.